# Alligator (genere)
Gli alligatori sono rettili appartenenti al genere Alligator, della famiglia Alligatoridae. Le uniche due specie viventi sono l'alligatore del Mississippi (A. mississippiensis) e l'alligatore cinese (A. sinensis). Il genere contiene anche diverse specie estinte conosciute da resti fossili. Gli alligatori apparvero per la prima volta durante l'Oligocene, circa 37 milioni di anni fa.
Il nome "alligatore" è probabilmente una forma anglicizzata di el lagarto, il termine spagnolo per "la lucertola", con cui i primi esploratori e coloni spagnoli chiamarono questi animali quando giunsero in Florida. In seguito, l'ortografia inglese del nome includeva allagarta e alagarto.

## Descrizione
Il peso e la lunghezza media di un alligatore del Mississippi adulto è di 360 chilogrammi e 4 metri, sebbene alcuni esemplari possano raggiungere una lunghezza di 4,4 metri, e un peso di oltre 450 kg. Il più grande alligatore mai registrato, catturato in Louisiana, misurava 5,84 metri. L'alligatore cinese è più piccolo e raramente supera i 2,1 metri di lunghezza. Inoltre, pesa molto meno, con i maschi che raramente oltrepassano i 45 kg.
Gli alligatori adulti hanno la parte superiore del corpo color ardesia, ed il ventre è biancastro, mentre i giovani sono caratterizzati da anelli più chiari o giallastri fortemente contrastanti su tutto il corpo, che poi sbiadiscono con l'età. Non è mai stata misurata la durata media della vita di un alligatore. Nel 1937, un esemplare adulto fu portato allo zoo di Belgrado in Serbia dalla Germania. Adesso ha almeno 80 anni. Anche se non esistono documenti validi sulla sua data di nascita, questo alligatore, ufficialmente chiamato Muja, è considerato il più vecchio alligatore vivente in cattività.
| Specie di Alligatori                                    | Specie di Alligatori | Specie di Alligatori                  |
| Nome comune e binomiale                                 | Immagine             | Distribuzione                         |
| ------------------------------------------------------- | -------------------- | ------------------------------------- |
| Alligatore del Mississippi (Alligator mississippiensis) |                      | Dal Texas alla Carolina del Nord, USA |
| Alligatore cinese (Alligator sinensis)                  |                      | Cina orientale                        |

### Specie fossili
- † Alligator mcgrewi
- † Alligator mefferdi
- † Alligator olseni
- † Alligator prenasalis

## Distribuzione e habitat

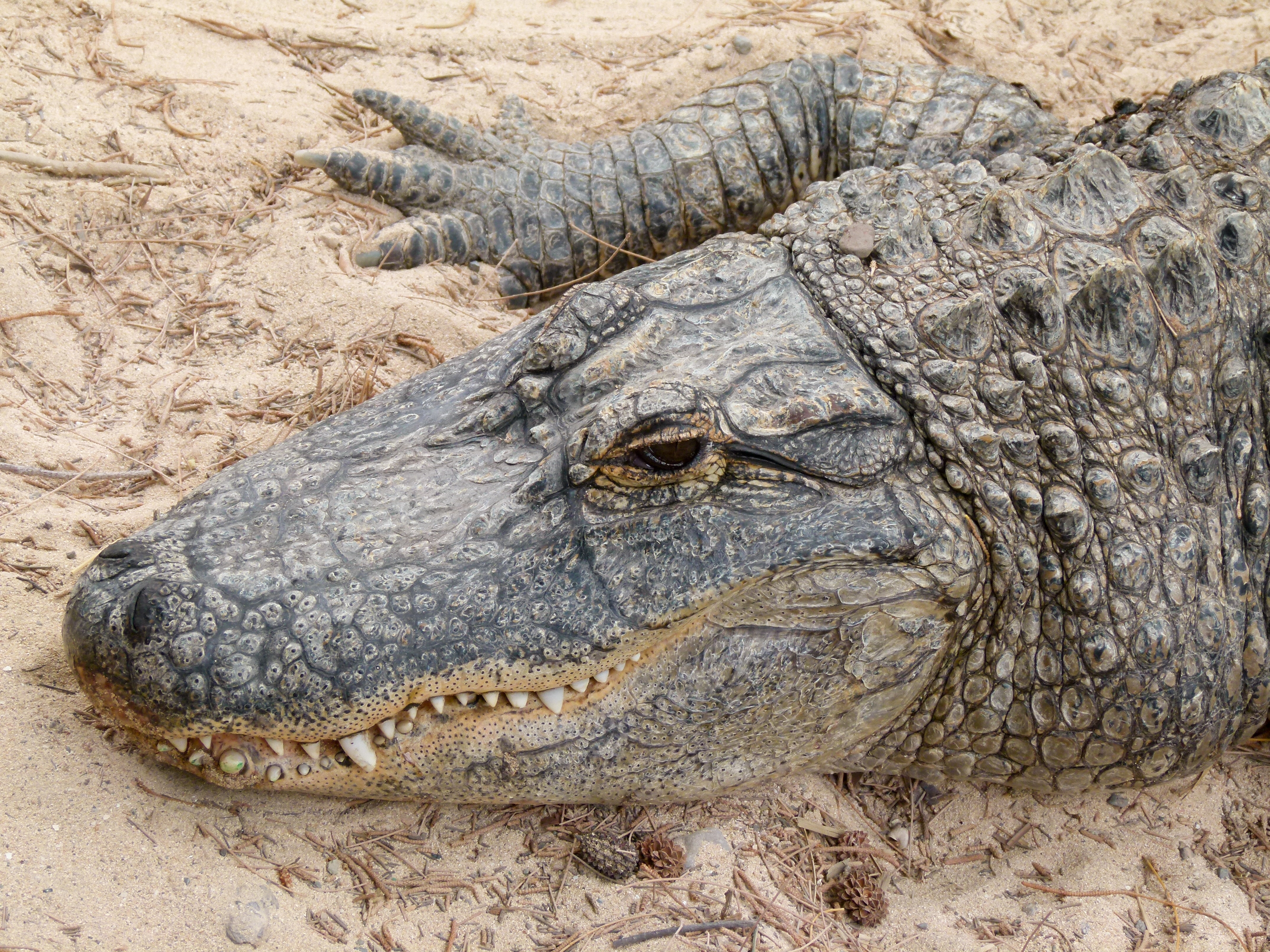
Primo piano della testa di un alligatore del Mississippi (A. mississippiensis)

Gli alligatori sono originari solo degli Stati Uniti e della Cina.
Gli alligatori del Mississippi si trovano negli Stati Uniti sud-orientali: tutta la Florida e la Louisiana; le parti meridionali della Georgia, Alabama e Mississippi; le zone costiere del Sud e del Nord Carolina; Texas orientale, l'angolo sud-orientale dell'Oklahoma e la punta meridionale dell'Arkansas. Secondo lo Scholastic Book of World Records del 2005, la Louisiana ha la più grande popolazione di alligatori di tutto il Nord America. La maggior parte degli alligatori americani vive in Florida e in Louisiana, con oltre un milione di alligatori in ogni stato. La Florida del sud è l'unico posto dove alligatori e coccodrilli vivono fianco a fianco.
Gli alligatori del Mississippi vivono in ambienti d'acqua dolce, come stagni, paludi, zone umide, fiumi e laghi, oltre che in acque salmastre. Quando costruiscono questi animali scavano buchi o canali nelle zone umide, queste aumentano la diversità delle piante e forniscono l'habitat per altri animali durante la siccità. Sono, quindi, considerati una specie molto importante per il mantenimento della diversità ecologica nelle zone umide. Più ad ovest, in Louisiana, l'operato delle nutrie e dei topi muschiati causano gravi danni alle zone umide costiere. Gli alligatori si nutrono ampiamente di nutrie e forniscono un servizio ecologico vitale riducendone il numero.
L'alligatore cinese si trova solo nella valle del fiume Azzurro e in parti delle province adiacenti ed è estremamente minacciato, con solo poche dozzine di esemplari ancora in libertà. Infatti, si possono trovare molti più alligatori cinesi in cattività negli zoo di tutto il mondo, di quanto si possano trovare in natura. Rockefeller Wildlife Refuge nel sud della Louisiana possiede molti esemplari di alligatori cinesi in cattività nel tentativo di preservare la specie. Il Miami MetroZoo in Florida possiede una coppia riproduttrice di alligatori cinesi, nella speranza che la loro prole possa poi essere liberata in natura.